# 黑背平鮋
黑背平鮋，為輻鰭魚綱鮋形目鮋亞目平鮋科的其中一種，為溫帶海水魚，分布於西北太平洋日本與韓國海域，棲息在底層水域，卵胎生，生活習性不明。